# Lista de episódios de The Gates
The Gates é uma produção americana do gênero sobrenatural e crime. É uma série dramática que estreou na Rede ABC em 20 de junho de 2010.

## Temporada e DVD's
| Temporada | Temporada | Episódios | Exibição Original    | Exibição Original    | Data de Lançamento (DVD) | Data de Lançamento (DVD) | Data de Lançamento (DVD) |
| Temporada | Temporada | Episódios | Estreia de Temporada | Final de Temporada   | Região 1                 | Região 2                 | Região 4                 |
| --------- | --------- | --------- | -------------------- | -------------------- | ------------------------ | ------------------------ | ------------------------ |
|           | 1         | 13        | 20 de junho, 2010    | 19 de setembro, 2010 | —                        | —                        | —                        |

## Primeira temporada (2010)
| Episódio | Título               | Direção         | Roteiro                           | Telespectadores - EUA (em milhões) | Data original        |
| --- | -------------------- | --------------- | --------------------------------- | ---------------------------------- | -------------------- |
| 1 | "Pilot"              | Terry McDonough | Grant Scharbo & Richard Hatem     | 4.64                               | 20 de junho, 2010    |
| A vida da família Monohan torna-se inesperadamente complicada depois de se mudar para uma nova casa em uma comunidade exclusiva chamada "The Gates". Em seu novo trabalho como Chefe de Polícia, Nick Monohan se envolve no caso de uma pessoa desaparecida logo em seu primeiro dia. Ele descobre que seus vizinhos estão escondendo envolvimentos no caso, bem como um segredo de família. E é apenas se a sua família finalmente se estabelecer, Nick recebe uma má notícia. |                      |                 |                                   |                                    |                      |
| 2 | "What Lies Beneath"  | David Barrett   | Grant Scharbo                     | 3.19                               | 27 de junho, 2010    |
| Nick, perturbado por suas descobertas sobre The Gates, investiga a morte de seu antecessor. Enquanto isso, Claire lida com a reação de seu último crime. Brett quer continuar namorando Andie, mas deve resolver os seus sentimentos por Charlie. |                      |                 |                                   |                                    |                      |
| 3 | "Breach"             | Terry McDonough | Richard Hatem                     | 3.25                               | 11 de julho, 2010    |
| Uma série de pequenos crimes, chega a The Gates, começando com um assalto na casa dos McAllister. |                      |                 |                                   |                                    |                      |
| 4 | "The Monster Within" | Paul A. Edwards | Gabrielle Stanton                 | 2.97                               | 18 de julho, 2010    |
| Nick e Dylan tentam colocar suas questões de lado em um baile de pais e filhas. A relação entre Andie e Charlie começa a florescer, mas uma inesperada surpresa os surpreende. |                      |                 |                                   |                                    |                      |
| 5 | "Repercussions"      | David Solomon   | Scott Lloyd Nimerfro              | 2.89                               | 25 de julho,2010     |
| Nick trata de uma realização dramática de vampiros, pois ele é forçado a uma estreita associação com uma. Mas o segredo de Nick e Dylan está em perigo quando Marcus percebe o desaparecimento de Teresa. O problema fica maior quando Devon comparece a uma festa, porém, seu ex-marido também e com sua nova esposa. |                      |                 |                                   |                                    |                      |
| 6 | "Jurisdiction"       | David Grossman  | Jared Romero                      | 2.83                               | 1 de agosto, 2010    |
| Nick pede a Dylan para ajudar a encontrar o vampiro que matou um vizinho dentro de "The Gates". Claire não consegue acabar com sua "disposição" a Christian. Enquanto isso, o extremo perigo está para aqueles em torno de Andie, quando ela tenta controlar seus sintomas sem os remédios. |                      |                 |                                   |                                    |                      |
| 7 | "Digging the Dirt"   | Fred Gerber     | Robert Hewitt Wolfe               | 2.62                               | 08 de agosto, 2010   |
| Nick e Dylan devem encontrar um segredo sobre Frank Buckley ao nível da chantagem de igualdade. A política social pode estragar festa de Sarah. Brett e Charlie continuam a disputar a afeição de Andie. |                      |                 |                                   |                                    |                      |
| 8 | "Dog Eat Dog"        | David Barrett   | Gabrielle Stanton                 | 2.59                               | 15 de agosto, 2010   |
| Nick deve atuar como árbitro entre vampiros e lobisomens depois que o pai de Lukas é atacado e deixado para morrer. Depois de ser recusado por Peg, Mia liga para Devon e diz que quer aprender bruxaria. Christian ameaça revelar seu verdadeiro relacionamento com Claire. |                      |                 |                                   |                                    |                      |
| 9 | "Identity Crisis"    | Steve Miner     | Scott Nimerfro                    | 2.82                               | 22 de agosto, 2010   |
| Uma agente do FBI visitas "The Gates" à procura de um criminoso que pode ter se refugiado para lá. Andie enfraquece a cada dia, e Charlie tem uma paixão inesperada. Claire e Dylan lutam para reparar as suas obrigações. |                      |                 |                                   |                                    |                      |
| 10 | "Little Girl Lost"   | Steve Shill     | Robert Hewitt Wolfe               | 2.39                               | 5 de setembro, 2010  |
| Dylan e Claire estão a pedir ajuda à Nick quando Emily é raptada. Brett enfrenta a realidade de um relacionamento com Andie. |                      |                 |                                   |                                    |                      |
| 11 | "Surfacing"          | Holly Dale      | Grant Scharbo                     | 2.09                               | 12 de setembro, 2010 |
| Dana tenta trazer Charlie e Andie juntos novamente. |                      |                 |                                   |                                    |                      |
| 12 | "Bad Moon Rising"    | Arthur Albert   | Jared Romero & Richard Hatem      | 2.78                               | 19 de setembro, 2010 |
| Uma decisão controversa ameaça destruir o bairro distante. Sarah faz uma descoberta sobre Devon. Brett reage à notícia de que Charlie e Andie estão novamente juntos. |                      |                 |                                   |                                    |                      |
| 13 | "Moving Day"         | Fred Gerber     | Grant Scharbo & Gabrielle Stanton | 2.84                               | 19 de setembro, 2010 |
| Devastado por acontecimentos recentes, os Monohan decidir deixar "The Gates". Os Radcliff procuram Devon; Brett procura desesperadamente por Andie. |                      |                 |                                   |                                    |                      |